# Dwayne Nix
Dwayne Nix, nacido el 10 de octubre de 1946 en Kingsville, Texas es un jugador retirado de fútbol americano universitario y es reservista con el rango de coronel en el Cuerpo de Marines de los Estados Unidos. Trabaja como  Director de la Oficina de Enlace en Washington del Comando Naval de Sistemas Aéreos (Naval Air Systems Command o NAVAIR).  Fue elegido al Salón de la Fama del Fútbol Americano Universitario en 2003.

## Biografía
Su educación universitaria le permitió ser aviador naval y después le permitió ser un oficial de los Cuerpos de la Marina de los Estados Unidos. Después de volar helicópteros artillados por cinco años (incluido un tiempo en activo en la Guerra de Vietnam), Nix saió de la vida militar y tomó un trabajo con la compañía Bell Helicopter en Irán. En ese país fue entrenador en jefe de un equipo de flag football organizado por esa compañía el cual jugaba en Teherán Durante su estancia en Irán, Nix dejó de trabajar para Bell para trabajar en NAVAIR como el oficial de logística para el programa que supervisaba los programas iraníes para aviones F-14A Y de misiles Phoenix. Pero tuvo que ser evacuado de emergencia junto con su familia de ese país en 1979 cuando truinfó la Revolución iraní.
A su regreso a los Estados Unidos, Nix asistió a la Escuela Naval de Posgrado en Monterey, California, donde se graduó con una Maestría en Administración. Al volver a la NAVAIR en Washington D. C., en 1981, fue recomisionado en las Reservas de los Cuerpos de Marina y se unió a un escuadrón de un CH-46 en la Estación Naval de Norfolk, Virginia.
En 1990 su escuadrón fue activado para la Guerra del Golfo por seis meses, a lo largo de Arabia Saudita y Kuwait y fue de nuevo activado como reservista en dos ocasiones más, después de los ataques del 11 de septiembre de 2001 y de nuevo para la Guerra de Irak.
En el año 2003, Nix fue elegido para el Salón de la Fama del Fútbol Americano Universitario, fue seleccionado como parte del Equipo de Estrellas de la Lone Star Conference de la década de 1960, fue también nombrado en el Equipo del 50.º Aniversario de Texas A&I, y fue elegido como miembro del Javelina Hall of Fame, el equipo deportivo de su universidad, en 1979 y como miembro del Equipo del 75.º Aniversario de Fútbol Americano de la Lone Star Conference